# قرار مجلس الأمن التابع للأمم المتحدة رقم 28
قرار مجلس الأمن التابع للأمم المتحدة رقم 28، المعتمد في 6 أغسطس 1947، عين لجنة فرعية مؤلفة من جميع الممثلين الذين اقترحوا حلولًا للمسألة اليونانية لمحاولة دمجهم جميعًا في مشروع قرار جديد.
صدر القرار بـ 10 أصوات. امتنع الاتحاد السوفياتي.